# Intolerable Acts

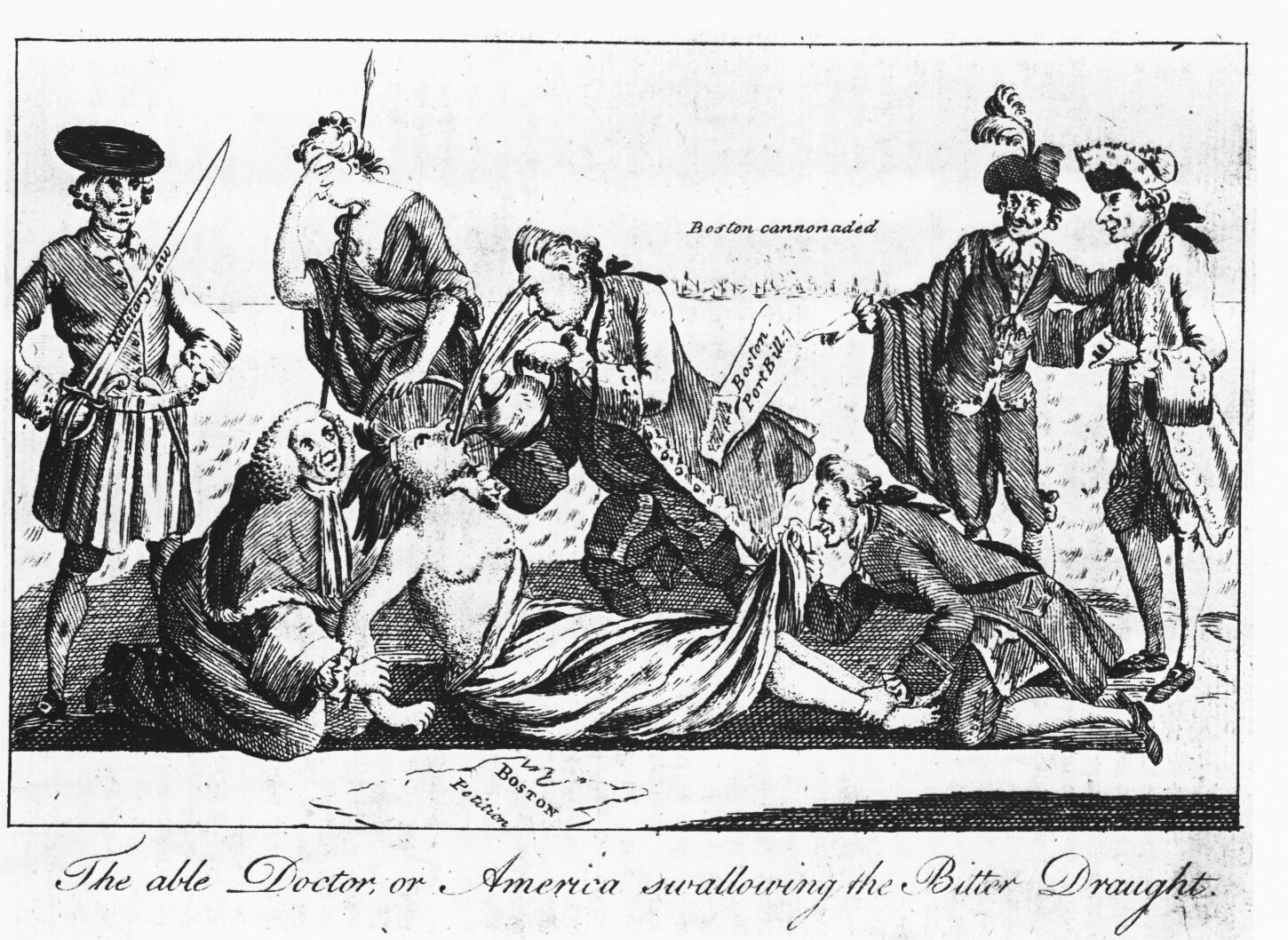
Deze karikatuur verbeeldt de Intolerable Acts als het gedwongen theedrinken van een Amerikaanse vrouw (symbool van de Amerikaanse koloniën)

De Intolerable Acts (Nederlandse vertaling: Ondraaglijke wetten) (Britse naamgeving: Coercive Acts (Nederlandse vertaling: Dwangwetten) betroffen de in 1774 door het Britse parlement aangenomen wetten naar aanleiding van de Boston Tea Party in 1773.
De Intolerable Acts bestonden uit de volgende delen:
- De Boston Port Act sloot de haven van Boston voor handel.
- De Massachusetts Government Act verbood samenscholingen in de steden en herriep de stichtingsoorkonde van de kolonie.
- De Impartial Administration of Justice Act onttrok alle Britse beambten aan de rechtspraak van Massachusetts.
- De Quartering Act bepaalde dat de kolonisten de Britse soldaten moesten inkwartieren.
- De Quebec Act wees grote delen van het Amerikaanse achterland toe aan de merendeels Franstalige en rooms-katholieke kolonie Quebec.

Deze wetten ontnamen Massachusetts zijn zelfbeschikkingsrecht en andere oude voorrechten, wat in de Amerikaanse koloniën tot protesten en verzet leidde. Deze kwestie leidde mede tot de onafhankelijkheidsoorlog, die in 1775 uitbrak.